# Muslim Mosque, Inc.
La Muslim Mosque, Inc. (MMI, que significa "Asociación de la Mezquita Musulmana") fue un grupo musulmán fundado por Malcolm X tras dejar la Nación del Islam (NOI). La organización se disolvió rápidamente tras el asesinato de Malcolm el 21 de febrero de 1965.

## Fundación y objetivos
En una carta dirigida a Elijah Muhammad fechada el 11 de marzo de 1964, Malcolm X le informaba de que, aunque dejaba la Nación del Islam por presiones recibidas de Oficiales Nacionales de Chicago y del Capitán Joseph, de Nueva York,[cita requerida] había anunciado a través de la prensa que lo había hecho por decisión propia, para evitarles el tener que explicar por qué lo habían forzado a irse. Esto lo hacía no para defender a los Oficiales Nacionales sino para preservar la fe de sus seguidores en Elijah Muhammad y en la Nación del Islam.[cita requerida] En la misiva, también le aseguraba que, a pesar de los rumores extendidos por la prensa, él jamás les había dicho ni una sola palabra crítica contra su familia. Así mismo afirmaba que seguía teniéndolo por su maestro incluso aunque hubiese gente alrededor de él que no lo quisieran como uno de sus seguidores activos y asistentes.[cita requerida] Desde ese momento seguiría el único camino que le permitiría seguir impartiendo sus enseñanzas. Debido a las lágrimas que había derramado Elijah Muhammad en Arizona dando al público la impresión de que él también era de la opinión de que Malcolm X había dejado la Nación del Islam por decisión propia, le informaba de que había mandado una copia del escrito a la prensa.
La edición del 13 de marzo de The New York Times, publicaba un artículo indicando que Malcolm X, miembro de la Nación del Islam y, por aquel entonces, ministro de su mezquita número 7 de Nueva York, había roto con la NOI el día 8 y anunciado el 12 que había formado la Muslim Mosque, Inc. (MMI). Según el artículo, la MMI sería un movimiento políticamente orientado al nacionalismo negro sólo para negros y financiado con contribuciones voluntarias. En esta declaración pública, Malcolm X urgía a los negros a abandonar la doctrina de la no violencia cuando fuera necesario autodefenderse y también les sugirió que formasen clubs del rifle para proteger sus vidas y sus propiedades en tiempos de emergencia en áreas en las que el gobierno fuese incapaz de protegerlos. Por aquel entonces, Malcolm X era de la opinión de que la filosofía de la no violencia, puesta en marcha por las organizaciones de los derechos civiles era decepcionante y que las gentes de color debían darse cuenta de que habían sido engañadas "porque sólo tenían que examinar el fracaso de aquello llamado revolución, para producir algún resultado positivo el último año".
La MMI se acogió a la Ley de Corporaciones Religiosas del Estado de Nueva York para trabajar impartiendo la fe y la religión islámica de acuerdo con la aceptación de los principios islámicos. Su sede principal se estableció en Manhattan, Nueva York.
Durante una aparición en la cadena de televisión KYW, de Cleveland, Ohio el 7 de abril de 1964, Malcolm X señaló que el objetivo de la MMI no era la integración, sino la libertad total, justicia e igualdad para los negros. Afirmó que el Islam era la filosofía religiosa del MMI mientras que la política, economía y filosofía social era el nacionalismo negro.

### Sobre Malcolm X
- Página Web Oficial
- Archivos públicos del FBI sobre las investigaciones a Malcolm X
- Proyecto Malcolm X de la Universidad de Columbia
- Malcolm X.org. Página en inglés con gran cantidad de información sobre Malcolm X.

- Datos: Q4118216